# The War Boys
The War Boys là một bộ phim chính kịch độc lập của Mỹ năm 2009 do Ronald Daniels đạo diễn và có sự tham gia của Peter Gallagher, Victor Rasuk, Brian J. Smith và Benjamin Walker. Kịch bản của nó được viết bởi Naomi Wallace và Bruce McLeod, dựa trên vở kịch cùng tên của Naomi Wallace.

## Nội dung
David Welch đã bị đình chỉ học đại học. Anh và hai người bạn, Greg và George, dành thời gian của họ dọc theo biên giới Hoa Kỳ-Mexico. David tức giận với cha mình, người không đồng ý cho anh nghỉ học để làm việc trong công việc kinh doanh vận tải đường bộ của gia đình. David nghĩ ra một kế hoạch để cướp một trong những chiếc xe tải của cha mình, hy vọng nó sẽ chở một lô hàng TV chợ đen từ Mexico. Các chàng trai đã thành công trong việc đánh cắp chiếc xe tải và họ tạm thời đậu chiếc xe tải bị khóa ở một khu vực hoang vắng trong khi họ tìm người mua hàng hóa bị đánh cắp.  Cha của David thề sẽ trả thù kẻ nào đã lấy trộm của mình. David ngạc nhiên rằng cha anh rất buồn thay vì chỉ coi chiếc xe tải bị đánh cắp là một khoản kinh doanh thua lỗ.
Trong khi chiếc xe tải bị bỏ hoang, Greg theo đuổi Marta, một phụ nữ Mexico địa phương, còn David và George khám phá sức hút của họ đối với nhau.
Cuộc hoạt động diễn ra hoàn hảo cho đến khi một số người đàn ông không rõ danh tính đe dọa Marta một cách mơ hồ. Cô đã thỉnh thoảng giúp những người nhập cư lấy giấy tờ giả, và những kẻ buôn người tra hỏi cô về nơi ở của hàng hóa. Điều này làm cho bộ ba rõ ràng rằng chiếc xe tải phải chứa thứ gì đó có giá trị hơn chỉ là ti vi, có thể là ma túy. Dù quyết tâm kiếm được chút lợi nhuận nào đó, họ chọn quay trở lại khu đất hoang, lấy những gì có thể từ xe tải và sau đó báo cáo vị trí của nó cho những kẻ buôn người thông qua một cuộc gọi nặc danh. Khi họ mở khóa kho chứa của xe tải, họ phát hiện ra hàng hóa của nó bao gồm những người nhập cư Mexico được nhập lậu vào Mỹ - và những người hiện đã chết sau khi bị nhốt trong xe tải quá lâu. Sự giận dữ và sợ hãi của họ khiến tình huống hoàn toàn vượt khỏi tầm kiểm soát của họ khi họ đối đầu với cha của David và cảnh sát. Một trong số họ cuối cùng bị bắn.

## Diễn viên
- Victor Rasuk vai Greg
- Brian J. Smith vai George
- Benjamin Walker vai David Welch
- Peter Gallagher vai Slater Welch
- Micaela Nevárez vai Marta
- Teresa Yenque vai Maria
- Cheyenne Serano vai Cat
- Ross Kelly vai Agent Burrows

## Sản xuất
Bộ phim được quay trong khoảng thời gian hai mươi ba ngày tại Albuquerque, New Mexico. Theo Daniels, buổi chụp đã bị cản trở bởi bão cát và rủi ro.

## Phát hành và tiếp nhận
Bộ phim được công chiếu lần đầu tại Liên hoan phim đồng tính nam và nữ Birmingham vào ngày 30 tháng 5 năm 2009. Phim tiếp tục được trình chiếu tại Liên hoan phim Woods Hole, được tổ chức ở Woods Hole, Massachusetts; Liên hoan phim San Antonio, được tổ chức tại San Antonio, Texas; và Liên hoan phim độc lập SoCal, được tổ chức tại Huntington Beach, California, nơi nó đã giành được giải Phim truyện hay nhất.